# Lorella Jones
Pour les articles homonymes, voir Jones.
Lorella Margaret Jones (9 février 1943 - 9 février 1995), est professeur de physique et directrice du Laboratoire de recherche en éducation sur ordinateur (CERL) de l'université de l'Illinois à Urbana – Champaign. Elle s'intéresse à l'utilisation des ordinateurs dans l'enseignement de la physique et défend la cause des femmes en physique, notamment avec la publication de l'essai Contributions intellectuelles des femmes en physique. 

## Jeunesse et formation
Lorella Margaret Jones naît le 9 février 1943 à Toronto (Canada). Ses parents sont Donald A. Jones, physicien dans l'industrie et Florence Shirley Patterson Jones, astronome. Elle a une sœur, Irène Jones. 
Elle étudie à l'université Harvard, se concentrant sur les mathématiques, et obtient son diplôme magna cum laude en 1964. Elle passe sa maîtrise puis son doctorat au California Institute of Technology, respectivement en 1966 et en 1968.      

## Carrière
Jones devient professeur agrégée de physique à l'université de l'Illinois en 1974, devenant plus tard professeur titulaire. Ses recherches portent sur la physique des hautes énergies, en particulier la force liant les particules nucléaires aux quarks. Elle se concentre sur la théorie des pôles de Regge, les modèles phénoménologiques de la production de photomeson, le calcul du jet en chromodynamique quantique (QCD) et l'utilisation des coordonnées de Grassmann pour décrire les symétries internes.  
Elle prend un congé sabbatique en 1981-1982 pour travailler au CERN. Elle devient membre de la Société américaine de physique dans la division des particules et des champs en 1982. Elle est directrice de l'Education Research Laboratory de l'université en 1992, restant à l'université de l'Illinois pendant toute sa carrière et publiant un total de 64 articles basés sur ses recherches. 
Jones s'intéresse à l'utilisation des ordinateurs dans l'enseignement de la physique et défend la cause des femmes en physique. Elle est notamment l'auteur de l'essai "Intellectual Contributions of Women in Physics" publié dans Women of Science: Righting the Record.
Lorella Jones décède le 9 février 1995, à l'âge de 51 ans, des suites d'un cancer. 

## Publications majeures
- (en) R.J. DeWitt, L.M. Jones, J.D. Sullivan, D.E. Willen, H.W. Jr. Wyld, « Anomalous Components of the Photon Structure Functions », Phys.Rev.D, vol. 19,‎ 1979, p. 2046
- (en) L.M. Jones, H.W. Jr. Wyld, « Charmed Particle Production by Photon Gluon Fusion », Phys.Rev.D, vol. 17,‎ 1978, p. 759
- (en) L.M. Jones, H.W. Jr. Wyld, G. Ascoli, B. Weinstein, « Partial-wave analysis of the deck amplitude for pi n ---> pi pi pi n », Phys.Rev.D, vol. 8,‎ 1973, p. 3894-3919
- (en) L.M. Jones, H.W. Jr. Wyld, « Production of Bound Quark-anti-Quark Systems », Phys.Rev.D, vol. 17,‎ 1978, p. 2332-2337